# Anselm Eckart
Anselm Eckart SJ (* 4. August 1721 in Mainz; † 29. Juni 1809 in Polazk) war ein deutscher Ordenspriester, Missionar und Naturforscher in Brasilien.

## Leben
Anselm Eckart stammte aus einer einflussreichen Familie von Rechtsgelehrten, die über Generationen an der erzbischöflichen Hofgerichtskammer beschäftigt waren. Er entschied sich, Jesuit zu werden und trat 1740 in seiner Heimatstadt der oberrheinischen Provinz des Jesuitenordens bei. Nach der Priesterweihe 1751 wurde der junge Ordensmann 1752 über Genua und Lissabon als Missionar an den Rio Xingu, einen der großen rechten Nebenflüsse des Amazonas im Tiefland von Brasilien, geschickt. Über den Verlauf des Flusses im lateinamerikanischen Missionsgebiet, das unter portugiesischem Patronat stand, waren damals nur wenige Informationen bekannt. Ab 1754 wirkte er in einer weiteren Station am Rio Madeira und später in Trocano. Nachdem 1759 der Jesuitenorden in Brasilien und Portugal infolge der Kirchenpolitik von Sebastião José de Carvalho e Melo aufgelöst worden war, kamen die Ordensmitglieder in Haft. 18 Jahre verbrachte Anselm Eckart in einem Gefängnis in Lissabon, bevor er 1777 entlassen wurde.
Bei seiner Rückkehr nach Deutschland wurde er im Haus seines ältesten Bruders, des kurmainzischen geheimen Rates und Zollschreibers von Bingen am Rhein Heinrich Christian Adam Eckart, aufgenommen. Er schrieb dort seine missionarischen und naturwissenschaftlichen Erfahrungen und Erkenntnisse nieder. In seinen Schriften thematisierte er den Alltag seiner missionarischen Tätigkeit, das Verhältnis zur indigenen Bevölkerung und seine Haftzeit. 1792 floh er vor den französischen Revolutionstruppen nach Nürnberg. Im Jahr 1803 reiste Eckart nach Russland, da der Jesuitenorden dort nicht verboten war. Er verstarb am 29. Juni 1809 in Polazk, heute Weißrussland.
Die Schriften Eckarts werden als eine „wichtige Quelle zur Rekonstruktion der Naturgeschichte und Ethnologie Brasiliens“ angesehen.